# Гангардт Іван Єгорович
Іван Єгорович Гангардт (нар. 1808, Курська губернія, Російська імперія — пом. 1875, Аккерман, Російська імперія) генерал-лейтенант, обіймав посаду чергового офіцера при новоросійському та бессарабському генерал-губернаторові й керував захистом Одеси у Кримській війні.Виконувач обов'язків наказного отамана Дунайського козацького війська

## Життєпис
Іван Єгорович народився близько 1808 року і був найстаршим з трьох синів в родині. Походження: з дворян Курської губернії. Православний.
1824 рік, 21 грудня — поступив на службу унтерофіцером в Новгородський керасирський полк (Його імператорської Величності Великої княгині Олени Павлівни).
1829 рік, серпень — став поручиком.
Брав участь у військових діях під час повстання в Польщі 1830–1831 роках під керівництвом барона Д. Є. Остен-Сакена. За відмінну службу нагороджений орденом Св. Анни IV і III ст., срібною медаллю «За взяття Варшави».
1832 рік — переведений до Генерального штабу і з цього часу займався зібранням відомостей для квартирування військ у різних губерніях Росії, складав військово-статистичні описи Мінської (1833), Київської (1838), Ліфляндської та Курлянської губерній (1841). За відмінну службу Гангардт отримав чин капітана (1836) та нагороджений орденами Св. Володимира IV ст. (1839) та Св. Станіслава II ст. (1842).
1843 рік — відряджений для керівництва навчальною зйомкою для навчання цієї справи офіцерів та топографів генерального штабу.
1844 рік — помічник начальника Топографічної зйомки Подільської губернії.
1847 рік — начальник межування земель Кавказької області.
За свою службу отримав орден Св. Анни II ст. (1847), чин полковника (1849) і за вислугу в офіцерських чинах 25 років — орден Св. Георгія IV ст. (1851).
1851 рік — призначений на посаду чергового офіцера при новоросійському та бессарабському генерал-губернаторі. Брав участь у захисті Одеси від нападу англо-французької ескадри та полоненні фрегата «Тигр» (1854).
1854 рік — виконувач обов'язків наказного отамана Дунайського козацького війська. В 1856 році отримав орден Св. Володимира III ст.
З 1859 року, коли одержав чин генерал-майора був затверджений на посаді наказного отамана, яким залишався до 1869 року.
1862 рік — направлений на Кавказ для переселення охочих з Новоросійського та Азовського козачих військ в західні передгір'я Кавказу. Брав участь у військових діях, отримав контузію, був нагороджений орденом Св. Станіслава I ст., мечами та грошовою премією 1 200 крб сріблом на рік, яку сплачували 6 років.
1869 року, одержав чин генерал-лейтенанта
1872 рік — член Аккерманського відділення Одеського управління, голова місцевого управління та Поважний мировий суддя м. Аккерман.

## Сім'я
Дружина — донька колезького асесора Івана Піонтковського — Шарлотта-Луіза, лютеранського сповідання. Дружина мала дім і сад в м. Аккермані (7 десятин), де вони мешкали. Мав 7 дітей:
синів — * Дмитра (13.01.1841 р.н.),
- Платона (10.01.1843 р.н.),
- Івана (6.09.1844 р.н.),
- Миколу[ru] (18.05.1847 р.н.),
- Георгія (2.10.1852 р.н.),
- Олександра (15.03.1855 р.н.)
- та доньку — Анну (1850 р.н.).

Брат Гангардт Єгор Єгорович (1812–1882), з 1865 р. в званні генерала-майора. В 1867–1871 рр. обіймав посаду бессарабського губернатора.